# ブランドン・モレノ
ブランドン・モレノ（Brandon Moreno、1993年12月7日 - ）は、メキシコの男性総合格闘家。バハ・カリフォルニア州ティフアナ出身。エントラム・ジム/バン・ムエタイ/チーム・エレベーション所属。元UFC世界フライ級王者。UFC世界フライ級ランキング2位。メキシコ人史上初のUFC世界王者。

## 来歴
メキシコのティフアナで生まれ育つ。12歳からダイエットのためにエントラム・ジムに入会し総合格闘技のトレーニングを始めた。その後、法科大学院に入学し弁護士を目指したが、総合格闘家になることを決意し大学院を中退した。2011年、メキシコでプロ総合格闘技デビュー。

### The Ultimate Fighter
2016年、リアリティ番組「The Ultimate Fighter」のシーズン24に出場。最下位の第16シードにランクされジョセフ・ベナビデス率いるチーム・ベナビデスに所属。フライ級トーナメント1回戦で第1シードのアレッシャンドリ・パントージャと対戦し、判定負けで敗退した。

### UFC
2016年10月1日、UFC初参戦となったUFC Fight Night: Lineker vs. Dodsonでルイス・スモルカと対戦。試合前のオッズでは5倍近く差がつき圧倒的不利の予想だったが、下馬評を覆してギロチンチョークで1R一本勝ち。パフォーマンス・オブ・ザ・ナイトを受賞した。
2017年4月22日、UFC Fight Night: Swanson vs. Lobovでフライ級ランキング9位のダスティン・オーティスと対戦し、リアネイキドチョークで2Rテクニカル一本勝ち。パフォーマンス・オブ・ザ・ナイトを受賞した。
2017年8月5日、UFC Fight Night: Pettis vs. Morenoでフライ級ランキング6位のセルジオ・ペティスと対戦し、0-3の5R判定負け。
2018年5月19日、UFC Fight Night: Maia vs. Usmanでフライ級ランキング12位のアレッシャンドリ・パントージャと対戦し、0-3の判定負け。2連敗となり、UFCからリリースされた。

### LFA
2019年6月7日、LFA 69のLFAフライ級王座決定戦でマイケル・ペレスと対戦し、パウンドで4RTKO勝ち。王座獲得に成功した。

### UFC復帰
2019年9月21日、UFC復帰戦となったUFC Fight Night: Rodríguez vs. Stephensでアスカル・アスカロフと対戦し、1-1の判定ドロー。海外のMMAメディアサイトの採点では13人中12人の記者がモレノの勝利を支持した。
2019年12月14日、UFC 245でフライ級ランキング6位のカイ・カラ＝フランスと対戦し、3-0の判定勝ち。
2020年3月14日、UFC Fight Night: Lee vs. Oliveiraでフライ級ランキング3位のジュシー・フォルミーガと対戦し、3-0の判定勝ち。
2020年11月21日、UFC 255でフライ級ランキング6位のブランドン・ロイバルと対戦し、パウンドで1RTKO勝ち。
2020年12月12日、UFC 256のUFC世界フライ級タイトルマッチで王者デイブソン・フィゲイレードに挑戦。驚異的な粘りを見せ、テイクダウンを奪うなど善戦したものの0-1の5R判定ドロー。王座獲得に失敗したものの、ファイト・オブ・ザ・ナイトを受賞した。試合後記者会見で、UFC代表のダナ・ホワイトは「フライ級史上最高の試合だった」とこの試合を称賛した。

#### UFC世界王座獲得
2021年6月12日、UFC 263のUFC世界フライ級タイトルマッチで王者デイブソン・フィゲイレードにダイレクトリマッチで挑戦。1Rから左ジャブでダウンを奪うなどフィゲイレードを圧倒し、3Rにテイクダウンからバックを奪いリアネイキドチョークで一本勝ち。メキシコ人史上初となる王座獲得に成功し、パフォーマンス・オブ・ザ・ナイトを受賞した。

#### 世界王座陥落
2022年1月22日、UFC 270のUFC世界フライ級タイトルマッチでフライ級ランキング1位の挑戦者デイブソン・フィゲイレードとラバーマッチを行い、0-3の5R判定負け。王座から陥落したものの、ファイト・オブ・ザ・ナイトを受賞した。

#### UFC世界王座再獲得
2022年7月30日、UFC 277のUFC世界フライ級暫定王座決定戦でフライ級ランキング2位のカイ・カラ＝フランスと約2年7カ月ぶりに再戦し、左ミドルキックでダウンを奪いパウンドで3RTKO勝ち。暫定王座獲得に成功し、ファイト・オブ・ザ・ナイトを受賞した。
2023年1月21日、UFC 283のUFC世界フライ級王座統一戦で正規王者デイブソン・フィゲイレードと4度目の対戦を行う。3Rに左フックをフィゲイレードの右目にヒットさせパウンドと肘打ちで攻勢に立ち、3R終了時にフィゲイレードの右目が塞がったためドクターストップでTKO勝ち。王座統一に成功し、フィゲイレードとの戦績を2勝1敗1分とした。

#### 世界王座陥落
2023年7月8日、UFC 290のUFC世界フライ級タイトルマッチでフライ級ランキング2位の挑戦者アレッシャンドリ・パントージャと再戦し、1-2の5R判定負け。王座から陥落したものの、ファイト・オブ・ザ・ナイトを受賞した。
2024年2月24日、UFC Fight Night: Moreno vs. Royval 2でフライ級ランキング3位のブランドン・ロイバルと約3年3カ月ぶりに再戦し、1-2の5R判定負け。リベンジを許した。
2024年11月2日、UFC Fight Night: Moreno vs. Albaziでフライ級ランキング3位のアミル・アルバジと対戦し、3-0の5R判定勝ち。

## 人物・エピソード
- フィギュア収集に興じており、自宅にファンコ（英語版）やレゴのフィギュアを多数コレクションしている[27][28]。
- ファイターと並行して、UFCのスペイン語放送の試合解説やコメンテーターを務めている[29]。また、スペイン語の他に英語を話すことができる。
- 既婚者であり、3人の娘がいる[30]。

## 戦績

### 総合格闘技
| 総合格闘技 戦績 | 総合格闘技 戦績 | 総合格闘技 戦績 | 総合格闘技 戦績 | 総合格闘技 戦績 | 総合格闘技 戦績 | 総合格闘技 戦績 |
| --------------- | --------------- | --------------- | --------------- | --------------- | --------------- | --------------- |
| 33 試合         | (T)KO           | 一本            | 判定            | その他          | 引き分け        | 無効試合        |
| 23 勝           | 5               | 11              | 7               | 0               | 2               | 0               |
| 8 敗            | 0               | 0               | 8               | 0               | 2               | 0               |

| 勝敗 | 対戦相手                       | 試合結果                               | 大会名                                                               | 開催年月日     |
| ○    | スティーブ・エルセグ           | 5分5R終了 判定3-0                      | UFC Fight Night: Moreno vs. Erceg                                    | 2025年3月29日  |
| ○    | アミル・アルバジ               | 5分5R終了 判定3-0                      | UFC Fight Night: Moreno vs. Albazi                                   | 2024年11月2日  |
| ×    | ブランドン・ロイバル           | 5分5R終了 判定1-2                      | UFC Fight Night: Moreno vs. Royval 2                                 | 2024年2月24日  |
| ×    | アレッシャンドリ・パントージャ | 5分5R終了 判定1-2                      | UFC 290: Volkanovski vs. Rodríguez 【UFC世界フライ級タイトルマッチ】 | 2023年7月8日   |
| ○    | デイブソン・フィゲイレード     | 3R 5:00 TKO（ドクターストップ）        | UFC 283: Teixeira vs. Hill 【UFC世界フライ級王座統一戦】             | 2023年1月21日  |
| ○    | カイ・カラ＝フランス           | 3R 4:34 TKO（左ミドルキック→パウンド） | UFC 277: Peña vs. Nunes 2 【UFC世界フライ級暫定王座決定戦】          | 2022年7月30日  |
| ×    | デイブソン・フィゲイレード     | 5分5R終了 判定0-3                      | UFC 270: Ngannou vs. Gane 【UFC世界フライ級タイトルマッチ】          | 2022年1月22日  |
| ○    | デイブソン・フィゲイレード     | 3R 2:26 リアネイキドチョーク           | UFC 263: Adesanya vs. Vettori 2 【UFC世界フライ級タイトルマッチ】    | 2021年6月12日  |
| △    | デイブソン・フィゲイレード     | 5分5R終了 判定0-1                      | UFC 256: Figueiredo vs. Moreno 【UFC世界フライ級タイトルマッチ】     | 2020年12月12日 |
| ○    | ブランドン・ロイバル           | 1R 4:59 TKO（パウンド）                | UFC 255: Figueiredo vs. Perez                                        | 2020年11月21日 |
| ○    | ジュシー・フォルミーガ         | 5分3R終了 判定3-0                      | UFC Fight Night: Lee vs. Oliveira                                    | 2020年3月14日  |
| ○    | カイ・カラ＝フランス           | 5分3R終了 判定3-0                      | UFC 245: Usman vs. Covington                                         | 2019年12月14日 |
| △    | アスカル・アスカロフ           | 5分3R終了 判定1-1                      | UFC Fight Night: Rodríguez vs. Stephens                              | 2019年9月21日  |
| ○    | マイケル・ペレス               | 4R 1:54 TKO（パウンド）                | LFA 69 【LFAフライ級王座決定戦】                                     | 2019年6月7日   |
| ×    | アレッシャンドリ・パントージャ | 5分3R終了 判定0-3                      | UFC Fight Night: Maia vs. Usman                                      | 2018年5月19日  |
| ×    | セルジオ・ペティス             | 5分5R終了 判定0-3                      | UFC Fight Night: Pettis vs. Moreno                                   | 2017年8月5日   |
| ○    | ダスティン・オーティス         | 2R 2:47 リアネイキッドチョーク         | UFC Fight Night: Swanson vs. Lobov                                   | 2017年4月22日  |
| ○    | ライアン・ブノワ               | 5分3R終了 判定2-1                      | The Ultimate Fighter 24 Finale                                       | 2016年12月3日  |
| ○    | ルイス・スモルカ               | 1R 2:23 ギロチンチョーク               | UFC Fight Night: Lineker vs. Dodson                                  | 2016年10月1日  |
| ○    | アイザック・カマリロ           | 1R 1:53 リアネイキッドチョーク         | World Fighting Federation 27 【WFFフライ級タイトルマッチ】           | 2016年4月16日  |
| ○    | タイラー・ビアレツキ           | 1R 3:09 リアネイキッドチョーク         | World Fighting Federation 22 【WFFフライ級タイトルマッチ】           | 2015年7月25日  |
| ○    | マット・ベッツォールド         | 5分3R終了 判定3-0                      | World Fighting Federation 18 【WFFフライ級タイトルマッチ】           | 2015年2月7日   |
| ○    | CJ・ソリベン                   | 1R 0:58 リアネイキッドチョーク         | World Fighting Federation 16 【WFFフライ級王座決定戦】               | 2014年9月20日  |
| ○    | アレックス・コントレラス       | 3R 1:04 三角絞め                       | World Fighting Federation 14                                         | 2014年6月28日  |
| ○    | ポール・アマロ                 | 2R 3:01 リアネイキッドチョーク         | MEZ Sports: Pandemonium 9                                            | 2013年7月26日  |
| ○    | ジェイソン・カーバジャル       | 3R 1:52 TKO（パンチ連打）              | MEZ Sports: Pandemonium 8                                            | 2013年3月23日  |
| ○    | ジェシー・クルス               | 5分3R終了 判定2-1                      | Xplode Fight Series: Anarchy                                         | 2012年9月22日  |
| ×    | ブレンソン・ハンセン           | 3分3R終了 判定0-3                      | CITC 11: Xtreme Couture vs. Southern California                      | 2012年7月28日  |
| ○    | ジョナサン・カーター           | 1R 1:15 腕ひしぎ十字固め               | Xplode Fight Series: Hunted                                          | 2012年5月19日  |
| ×    | ロン・スコレスダン             | 5分3R終了 判定0-3                      | MEZ Sports: Pandemonium 6                                            | 2012年3月3日   |
| ○    | ルイス・ガルシア               | 1R 2:21 腕ひしぎ十字固め               | UWC Mexico: New Blood 1                                              | 2012年1月29日  |
| ×    | マルコ・ベリステン             | 5分3R終了 判定0-3                      | UWC Mexico 10: To The Edge                                           | 2011年6月25日  |
| ○    | アティク・ジハード             | 1R 2:30 ギブアップ                     | UWC Mexico 9.5: Iguana                                               | 2011年4月30日  |

### 総合格闘技エキシビション
| 勝敗 | 対戦相手                       | 試合結果                     | 大会名                                        | 開催年月日    |
| ×    | アレッシャンドリ・パントージャ | 2R 3:44 リアネイキドチョーク | The Ultimate Fighter: Tournament of Champions | 2016年7月13日 |

## 獲得タイトル
- WFFフライ級王座（2014年）
- 第3代LFAフライ級王座（2019年）
- 第4代UFC世界フライ級王座（2021年）
- 第6代UFC世界フライ級王座（2023年）
- UFC世界フライ級暫定王座（2022年）

## 表彰
- UFC ファイト・オブ・ザ・ナイト（4回）
- UFC パフォーマンス・オブ・ザ・ナイト（3回）